# Ronde van Italië 2025/Veertiende etappe
De veertiende etappe van de Ronde van Italië 2025 vond plaats op 24 mei. De Deen Kasper Asgreen won de etappe vanuit de vroege vlucht.

## Parcours
De etappe startte in Treviso. Onderweg waren twee tussensprints in Morsano al Tagliamento en Talmassons en een Red Bull kilometer in Manzano. In de finale van de koers werden enkele plaatselijke ronden over zowel Italiaans als Sloveens grondgebied verreden, waarna de finish in Nova Gorica lag.

## Koersverloop
Dit overzicht is mogelijk incompleet; u kunt helpen door het uit te breiden.

## Uitslagen
| Treviso – Nova Gorica (195 km) |                   |                       |          |
| Plaats                         | Naam              | Ploeg                 | tijd     |
| Winnaar                        | Kasper Asgreen    | EF Education-EasyPost | 4u04'40" |
| 2                              | Kaden Groves      | Alpecin-Deceuninck    | + 16"    |
| 3                              | Olav Kooij        | Visma \| Lease a Bike | z.t.     |
| 4                              | Orluis Aular      | Movistar              | + 5"     |
| 5                              | Stefano Oldani    | Cofidis               | z.t.     |
| 6                              | Mirco Maestri     | Polti VisitMalta      | z.t.     |
| 7                              | Derek Gee         | Israel-Premier Tech   | z.t.     |
| 8                              | Tom Pidcock       | Q36.5                 | z.t.     |
| 9                              | Richard Carapaz   | EF Education-EasyPost | z.t.     |
| 10                             | Mikkel Honoré     | EF Education-EasyPost | z.t.     |
|                                |                   |                       |          |
| 18                             | Edward Planckaert | Alpecin-Deceuninck    | + 43"    |

| Algemeen klassement |                 |                         |            |
| Plaats              | Naam            | Ploeg                   | Tijd       |
| Roze trui           | Isaac del Toro  | UAE Team Emirates-XRG   | 50u37'55"  |
| 2                   | Simon Yates     | Visma \| Lease a Bike   | + 1'20"    |
| 3                   | Juan Ayuso      | UAE Team Emirates-XRG   | + 1'26"    |
| 4                   | Richard Carapaz | EF Education-EasyPost   | + 2'07"    |
| 5                   | Primož Roglič   | Red Bull-BORA-hansgrohe | + 2'23"    |
| 6                   | Derek Gee       | Israel-Premier Tech     | + 2'54"    |
| 7                   | Damiano Caruso  | Bahrain Victorious      | + 2'55"    |
| 8                   | Antonio Tiberi  | Bahrain Victorious      | + 3'02"    |
| 9                   | Egan Bernal     | INEOS Grenadiers        | + 3'38"    |
| 10                  | Thymen Arensman | INEOS Grenadiers        | + 3'45"    |
|                     |                 |                         |            |
| 78                  | Quinten Hermans | Alpecin-Deceuninck      | + 1u15'48" |

## Uitvallers
Niet gestart
- Brandon Rivera (INEOS Grenadiers): Rivera was in de nacht voorafgaand aan de etappe ziek geworden en ging niet meer van start.[3]

1e etappe ·
2e etappe ·
3e etappe ·
4e etappe ·
5e etappe ·
6e etappe ·
7e etappe ·
8e etappe ·
9e etappe ·
10e etappe ·
11e etappe ·
12e etappe ·
13e etappe ·
14e etappe ·
15e etappe ·
16e etappe ·
17e etappe ·
18e etappe ·
19e etappe ·
20e etappe ·
21e etappe
Startlijst · Eindstanden · Afbeeldingen